# 1949-es Tour de Hongrie
Az 1949-es Tour de Hongrie a sorozat második világháború utáni első, egyben történetének 14. versenye volt, amit június 29. és július 3. között bonyolítottak le öt szakaszon. A versenyt egyéni és csapatteljesítmény alapján értékelték.

## Szakaszok
| Szakasz | Végpontok | Végpontok | Hossz, km |                 | Jelleg            | Időpont               | Szakaszgyőztes |
| Szakasz | Rajt      | Cél       | Hossz, km |                 | Jelleg            | Időpont               | Szakaszgyőztes |
| ------- | --------- | --------- | --------- | --------------- | ----------------- | --------------------- | -------------- |
| 1.      | Budapest  | Debrecen  | 229       | sík szakasz     | sík szakasz       | június 29., szerda    | Varnayo        |
| 2.      | Debrecen  | Miskolc   | 230       | közepes szakasz | sík/hegyi szakasz | június 30., csütörtök | Sandru         |
| 3.      | Miskolc   | Budapest  | 183       | sík szakasz     | sík szakasz       | július 1., péntek     | Bourgeteau     |
| 4.      | Budapest  | Keszthely | 192       | sík szakasz     | sík szakasz       | július 2., szombat    | Labeylie       |
| 5.      | Keszthely | Budapest  | 199       | sík szakasz     | sík szakasz       | július 3., vasárnap   | Varnayo        |

### Útvonal
1. szakasz: Budapest, (Thököly út – Rákóczi út – József körút –) Üllői út (rajt) – Kispest – Vecsés – Cegléd – Szolnok – Törökszentmiklós – Karcag – Püspökladány – Debrecen
2. szakasz: Debrecen, Aranybika Szálló – Téglás – Nyíregyháza – Rakamaz – Sárospatak – Telkibánya – Hidasnémeti – Forró – Szikszó – Miskolc
3. szakasz: Miskolc – Mezőkövesd – Gyöngyös – Hatvan – Aszód – Kistarcsa – Budapest, Millenáris Sportpálya
4. szakasz: Budapest, Szent Gellért tér  – Érd – Székesfehérvár – Siófok – Balatonlelle – Keszthely
5. szakasz: Keszthely – Révfülöp – Balatonfüred – Hajmáskér – Várpalota – Csór – Székesfehérvár – Érd – Budapest, Hamzsabégi út, Bartók Béla út, Szabadság híd, Kiskörút, Rákóczi út, Thököly út, Millenáris

## A verseny
A versenyt a Magyar Kerékpáros Szövetség szervezte, és Albánia, Ausztria, Bulgária, Csehszlovákia, Franciaország, Lengyelország és Románia csapatát hívták meg (Albánia és Csehszlovákia nem indult el). A magyar válogatott tagjai és francia edzőjük, Jean Maréchal szentendrei edzőtáborban készültek a versenyre.
Az első szakaszon Ceglédig együtt haladt a mezőny. Itt egy sorompónál egy hétfős csoport előnyt szerzett, és az élboly tíz versenyzővel érkezett Debrecenbe, ahol a francia Varnayo 1 kilométerrel a cél előtt az élre állt, és sprintbefutóban szerezte meg a szakaszgyőzelmet. Az üldöző csoportok 5, 12 és 20 perces hátránnyal értek célba. Az eredményhirdetéskor érdekes közjáték alakult ki, miután a francia Burgetetau-t hirdették ki győztesnek, de kiderült, hogy ő a 13-as rajtszámát elcserélte Varnayóval, de ezt a rendezőknek nem jelezték. Miután az eset kiderült, a versenybírók korrigálták az eredményt.
A következő napon együtt értek a versenyzők Rakamazig. Innentől egyre többen szakadtak le az útviszonyok okozta műszaki gondok miatt. Sárospatak után már csak 26 versenyző alkotta az élbolyt, melytől a román Sandru megszökött. A Telkibánya környéki hegyes, kanyargós  szakaszon már 5 kilométeresre nőtt a mezőny. Forrónál Sandruhoz felzárkózott az osztrák Lauscha és Kosulich. A Miskolci célba végül Sandru ért elsőnek.
A harmadik szakaszon az első komolyabb szökés Gyöngyösnél történt. A lengyel Salyga, az osztrák Kellner és a magyar Kiss Károly 4 perces előnyre tett szert. Aszód és Gödöllő között felzárkóztak rájuk a magyar és francia versenyzőkből álló üldözők. Gödöllőnél Kovács Károly és Labeylie összeütköztek, és a francia kerékpárjának sérült kerekét egyik csapattársáéval pótolták. Gödöllő után Bourgeteau kezdett szökésbe, és 4 perces előnyét a budapesti célig megőrizte. A szakasz után az összetett versenyben Lauscha vezetett 7 perccel Bourgeteau és Labeylie előtt.
Az utolsó előtti napon, nem sokkal a rajt után, Érdnél megszökött a mezőnytől Labeylie és a magyar Ötvös. Előnyük Martonvásárnál 2 kilométer, Székesfehérvárnál 10 perc, Lepsénynél 12 perc volt, miközben a mezőnyből több alkalommal is sikertelenül próbálták befogni a vezető párost. Fonyódnál eső majd szélvihar érte a mezőnyt. Balatonberénynél Ötvös nem bírta tovább az addigi tempót, pedig Labeylie kétszer is visszamaradt, hogy  felzárkózhasson hozzá Ötvös, így a francia nyerte a szakaszt. Az összetett versenyben Labeylie vezetett négy perccel két román versenyző, valamint a magyar Sere, Gere és Ötvös előtt.
A befejező szakasznak 38 versenyző vágott neki. Balatonfürednél Nyakas és Salyga tett szert 1,5 kilométeres előnyre, de Várpalotánál befogta őket a mezőny. Martonvásárnál Varnayo kezdeményezett szökést, amihez Sere csatlakozott. Budapest határáig együtt hajtottak, de itt Sere defekt miatt leszakadt, így Varnayo 6 perces előnnyel egyedül futott be a célba. Az összetett versenyt Lebylie nyerte.

## Az összetett verseny végeredménye
|     | Versenyző       | Csapat            | Idő          |
| --- | --------------- | ----------------- | ------------ |
| 1.  | André Labeylie  | Franciaország     | 31h 23' 33"  |
| 2.  | Lauscha         | Ausztria I.       | + 10' 01"    |
| 3.  | Bourgeteau      | Franciaország     | + 15' 02"    |
| 4.  | Sere Gyula      | Magyarország I    | + 22' 30"    |
| 5.  | Norhadian       | Románia I         | + 29' 55"    |
| 6.  | Czyz            | Lengyelország I.  | + 35' 22"    |
| 7.  | Sandru          | Románia I.        | + 38' 07"    |
| 8.  | Noveczek        | Lengyelország II. | + 38' 12"    |
| 9.  | Niculescu       | Románia I.        | + 39' 00"    |
| 10. | Kosulic         | Ausztria I.       | + 39' 27"    |
| 11. | Varnayo         | Franciaország     | + 43' 10"    |
| 12. | Vida Tibor      | Magyarország      | + 43' 32"    |
| 13. | Ötvös János     | Magyarország II.  | + 43' 45"    |
| 14. | Kiss Károly     | Magyarország III. | + 45' 09"    |
| 15. | Kovács Károly   | Magyarország I.   | + 46' 38"    |
| 16. | Salyga          | Lengyelország I.  | + 47' 38"    |
| 17. | Kroismayer      | Ausztria I.       | + 48' 46"    |
| 18. | Gere László     | Magyarország III. | + 52' 47"    |
| 19  | Kiss Ferenc     | Magyarország II.  | + 53' 38"    |
| 20. | Mayer Mihály    | Magyarország I.   | + 55' 21"    |
| 21. | Kertész Géza    | Magyarország I.   | + 1h 01' 16" |
| 22. | Rzezniczky      | Lengyelország     | + 1h 07' 08" |
| 23. | N. Chicomban    | Románia           | + 1h 10' 45" |
| 24. | Caysac          | Franciaország     | + 1h 13' 12" |
| 25. | T. Chicomban    | Románia           | + 1h 16' 24" |
| 26. | Dumitrescu      | Románia II        | + 1h 21' 16" |
| 27. | Lédeczi Lajos   | Magyarország III. | + 1h 24' 06" |
| 28. | Negrescu        | Románia II.       | + 1h 24' 12" |
| 29. | Várhegyi Kálmán | Csepeli MTK       | + 1h 24' 42" |
| 30. | Takács András   | Budapesti Előre   | + 1h 27' 59" |
| 31. | Misik           | Csepeli MTK       | + 1h 40' 31" |
| 32. | Hübl            | Ausztria II.      | + 1h 46' 36" |
| 33. | Nyakas Miklós   | Magyarország II   | + 1h 47' 07" |
| 34. | Jéhl            | Csepeli MTK       | + 2h 39' 31" |

## Csapatverseny
|    | Csapat            | Idő          |
| -- | ----------------- | ------------ |
| 1. | Franciaország     | 95h 08' 51"  |
| 2. | Ausztria I.       | + 40' 32"    |
| 3. | Románia I.        | + 48' 50"    |
| 4. | Magyarország I.   | + 1h 06' 17" |
| 5. | Magyarország III. | + 1h 23' 30" |
| 6. | Magyarország II.  | + 2h 26' 05" |
| 7. | Románia II.       | + 3h 02' 37" |